# Phragmipedium caudatum
Phragmipedium caudatum é uma espécie de orquídea terrestre, família Orchidaceae, que habita o Peru e a Bolívia.